# Queixadas
Queixadas eram os trabalhadores filiados ao Sindicato do Cimento, Cal e Gesso de São Paulo.
Se notabilizaram por uma greve não-violenta de sete anos realizada entre os anos de 1962 e 1969, na Companhia Brasileira de Cimento Portland Perus situada na cidade de Cajamar e no bairro de Perus, no município de São Paulo.

## Histórico
A história do Sindicato está ligada à própria história da Indústria do Cimento Portland no Brasil. A Perus foi a primeira indústria do gênero no país e à época de sua implementação era uma das plantas industriais mais modernas, os canadenses investiram capital e tecnologia neste projeto. Devido à distância de áreas povoadas foram criadas vilas para os operários, que recebiam um salário considerado adequado para os trabalhadores da época.
Contudo, em 1951 quando o controle acionário passou dos canadenses para o Grupo JJ Abdalla, capitaneado pelo deputado federal José João Abdalla, houve uma degradação nas relações trabalhistas. Pagamentos passaram a sofrer atrasos, acordos passaram a ser descumpridos e como toda a vida econômica da região girava em torno da Perus, as reações dos operários eram controladas.
Em meados dos anos 1950 duas figuras novas chegaram à região. João Breno Pinto, que se tornou funcionário da fábrica, porém por anteriormente ter sido metalúrgico tinha consciência da importância do sindicato e o jovem advogado Mário Carvalho de Jesus que após se formar no Largo São Francisco estagiou junto ao Movimento dos Padres Operários de Pe. Lebret na França, onde tomou contato com um sindicalismo independente do estado. Nos anos seguinte ambos se tornaram as principais lideranças sindicais e iniciaram um trabalho de conscientização dos operários, levando a várias campanhas salarias bem sucedidas e algumas greves vitoriosas.
Em uma delas devido a união para impedir uma injustiça com um operário que havia se recusado a votar em Abdalla, foram apelidados com o nome do porco do mato queixada, que quando há um ferido, a vara inteira se reúne, começa a bater o queixo e correr atrás do predador.
Com estas vitórias a quase totalidade dos funcionários do complexo cimenteiro se sindicalizaram e passou a haver também um questionamento da competência do patrão. Depois que o Grupo JJ Abdalla assumiu o controle acionário, reduziram os gastos com a manutenção, além de deixarem de lado as atualizações dos equipamentos, o que acarretou em um maior poder para os operários, visto que manter os antigos equipamentos em funcionamento dependia do conhecimento e da criatividade dos mecânicos do chão da fábrica.
Em 1962 o Sindicato aderiu por solidariedade a uma greve de outras empresas do Grupo JJ Abdalla, porém, o deputado federal orquestrou uma reviravolta buscando minar o poder dos Queixadas e negociou em separado com os demais sindicatos, cedendo em todos os pontos apresentados e colocando como requisito que Perus fosse excluída das negociações, ainda como parte da contra-ofensiva, ele pagou notícias nos principais jornais da cidade para desmoralizar o sindicato e conseguiu o apoio da deputada estadual Conceição da Costa Neves, uma celebridade da época que empunhava a bandeira do anticomunismo e passou a militar contra o sindicato, mesmo que embora os Queixadas seguissem uma linha de sindicalismo católico e não tivesse afinidades ideológicas com os sindicatos de orientação marxista.
Como os acordos do dissídio trabalhista de 1961 haviam sido ignorados por Abdalla, o Sindicato votou por continuar em greve, mesmo que não tivesse chegado ainda a época do novo dissídio. Diante disso a justiça tomou uma decisão dúbia sobre a greve o que deu ainda mais força à Abdalla. Após conseguir realizar uma bem sucedida estratégia para furar a greve, a empresa demitiu ilegalmente mais de mil funcionários.
O Sindicato continuou com a greve, realizando várias campanhas para arrecadação de fundos e sensibilização da opinião pública. A principal delas foi a greve de fome no natal de 1962, o segundo evento do tipo no país (precedido apenas por um jejum público de padres operários em Santos). Esta campanha foi bem sucedida e os grevistas e a empresa voltaram à mesa de negociação, porém um novo revés encerrou a negociação sem avanços.
Os Queixadas sustentaram a greve até 1969, quando em última instância judicial o patrão foi obrigado a pagar os dias parados dos funcionários demitidos ilegalmente, além de realocá-los em seus antigos postos. Contudo as indenizações só foram pagas anos depois quando a empresa foi encampada judicialmente devido a um processo envolvendo atos de corrupção do Grupo JJ Abdalla. A greve não foi totalmente vitoriosa pois vários dos funcionários que não eram estáveis pelas leis da época perderam a causa, além dos suicídios e da penúria enfrentada pelos grevistas.

## Obras Culturais sobre os Queixadas
Bumba meu Queixada (peça de teatro, livro com a dramaturgia e álbum com a trilha sonora), 1979, Teatro Popular União e Olho Vivo .
Os Queixadas (documentário), 1978 , dir. Rogério Corrêa 